# Cattedrale dello Spirito Santo (Varsavia)
La cattedrale dello Spirito Santo di Varsavia è la chiesa principale della Chiesa polacco-cattolica. Fu costruita nel 1915 come chiesa militare ortodossa. Dal 1945 è nelle mani della Chiesa polacco-cattolica polacca come cattedrale.

## Storia

### La controversia sulle circostanze della creazione

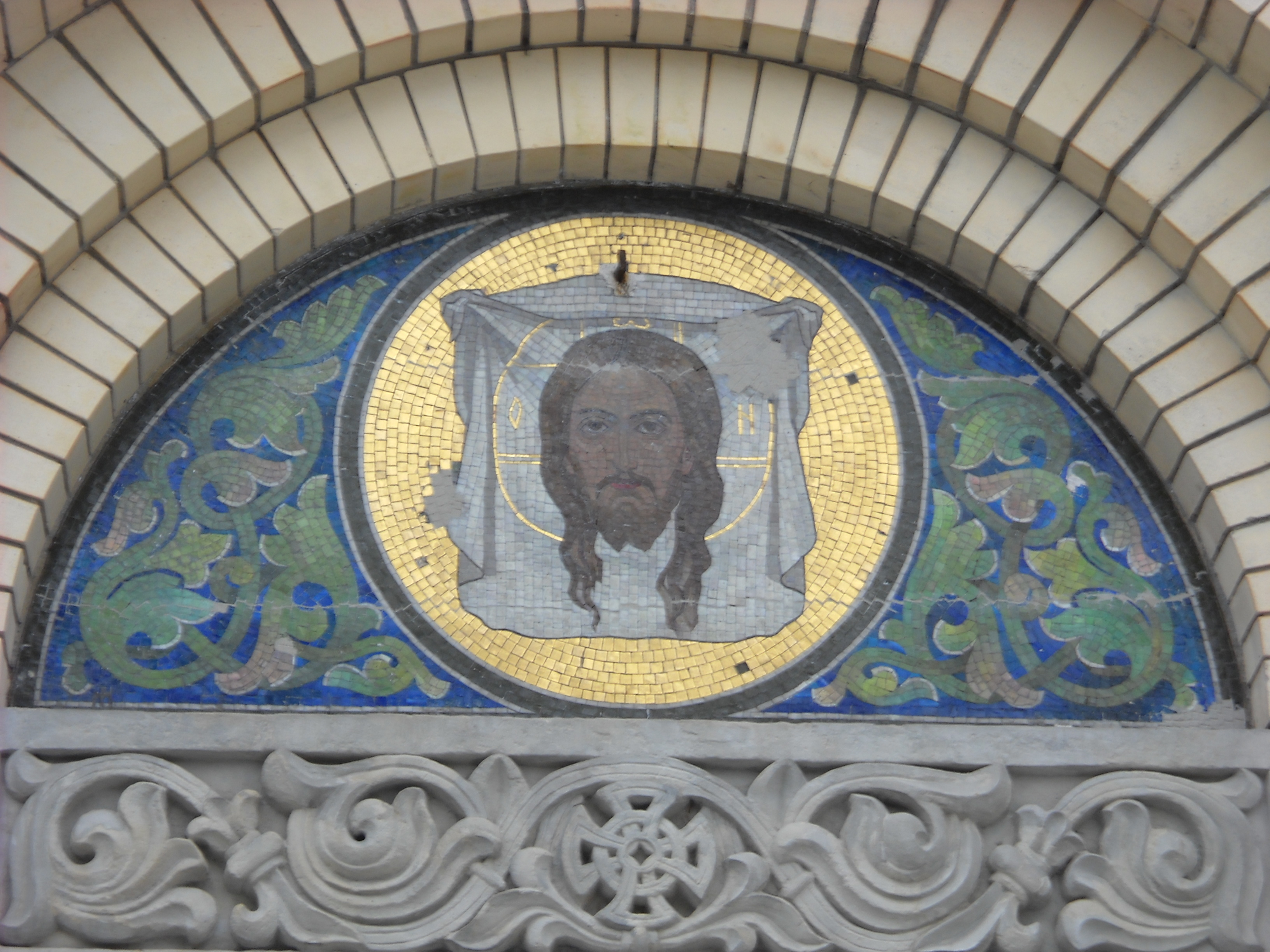
Mosaico-Mandylion, unico elemento sopravvissuto della decorazione del periodo di utilizzo da parte della Chiesa ortodossa

L'attuale cattedrale polacco-cattolica di Varsavia fu costruita come chiesa militare ortodossa. Il suo esatto periodo di creazione è oggetto di controversia nella letteratura. Secondo Peter Paszkiewicz la costruzione data al 1867, e il suo progettista fu Theodore Kozlowski.
A sua volta, Kirill Sokoł lavoro Russkaya Warsaw afferma che l'attuale chiesa cattedrale dello Spirito Santo restaurata dal Reggimento Lancieri dell'Esercito di Sua Maestà si è formata molto più tardi, tra il 1903 e il 1906, che il suo patrono era San Martino, e l'autore del progetto fu Leontij Benois. I lavori di costruzione hanno portato P. Fedders, e come la data della dedicazione della struttura Sokoł finito dà 4 novembre 1906. Questo parere è condiviso da Richard Mączewski. Secondo l'autore l'edificio risale agli inizi del XX secolo, il documento parla di autorità municipali di Varsavia, che, dopo la Polonia riacquistò la sua indipendenza affrontarono il problema di decidere il futuro degli edifici di culto e l'analisi dei documenti relativi al precedente complesso militare russo nella zona del Parco Łazienki.
Sokoł e Mączewski indicano che nel complesso della caserma nella zona tra Ul. Czerniakowska e Ul. Agricola esisteva anche la chiesa di Sant'Olga, distrutta dopo il 1915.

### Chiesa ortodossa
Nel 1913 fu pubblicata a Pjatigorsk una monografia sulle chiese militari russe in cui questa chiesa è descritta come segue: